# Ядерна промисловість
Я́дерна промислов́ість, також А́томна промисло́вість — сукупність підприємств та організацій, пов'язаних організаційно та технологічно, які виробляють продукцію, роботи та послуги, застосування яких засноване на використанні ядерних технологій та досягнень ядерної фізики.   
У світі на атомних електростанціях діють близько 450 блоків, і більшість країн не збираються згортати свої ядерні програми. 

## Структура атомної промисловості
У структурі атомної промисловості можна виділити кілька великих науково-виробничих комплексів : 
- Ядерний енергетичний комплекс: 
  - Підприємства з видобутку та збагачення урану
  - Підприємства з виробництва ядерного палива,
  - Підприємства атомної енергетики (проектування, інжиніринг, будівництво та експлуатація атомних електростанцій),
  - Ядерне та енергетичне машинобудування
- Ядерний-збройовий комплекс
- Ядерна та радіаційна безпека
- Атомний криголамний флот
- Ядерна медицина
- Науково-дослідні інститути (прикладна та фундаментальна наука).

Виникнення атомної промисловості пов'язане зі створенням у 1940-і роки ядерної зброї . Історично склалося таким чином, що спочатку людство стало в промислових масштабах створювати атомну зброю 
. Внаслідок гонки озброєнь та нових знань та технологій, які були отримані шляхом створення нових видів ядерної зброї, виникло розуміння того, що подальша гонка ядерних озброєнь безглузда і що ядерна енергія може і повинна бути використана у мирних цілях. 
В останні роки розвиток атомної промисловості йде шляхом ширшого застосування ядерної енергії у мирних цілях.

## Ядерна промисловість Росії
Атомна промисловість Росії налічує більш ніж 250 підприємств та організацій, у яких зайнято понад 190 тис. осіб. 
Щорічно 28 вересня відзначається День працівника атомної промисловості. Портфель річних замовлень «Росатому» складає близько $100 млрд.